# Parajanischewskina
Parajanischewskina es un género de foraminífero bentónico de la familia Bradyinidae, de la superfamilia Endothyroidea, del suborden Fusulinina y del orden Fusulinida. Su especie tipo es Parajanischewskina brigantiensis. Su rango cronoestratigráfico abarcaba el Viseense superior (Carbonífero inferior).

## Discusión
Clasificaciones más recientes incluyen Parajanischewskina en la superfamilia Bradyinoidea, del suborden Endothyrina, del orden Endothyrida, de la subclase Fusulinana y de la clase Fusulinata.

## Clasificación
Parajanischewskina incluye a la siguiente especie:
- Parajanischewskina brigantiensis †